# Eptatretus cirrhatus
Eptatretus cirrhatus är en ryggsträngsdjursart som först beskrevs av Forster 1801.  Eptatretus cirrhatus ingår i släktet Eptatretus och familjen pirålar. IUCN kategoriserar arten globalt som livskraftig. Inga underarter finns listade i Catalogue of Life.